# Garroticos
Los garroticos son un dulce de hojaldre y chocolate tradicional de Pamplona, que se prepara desde 1969 cuando Pablo Sarundi y su mujer Beatriz empezaron su elaboración en el número 22 de la emblemática calle Estafeta.

## Historia
A comienzos del siglo XX, el local situado en Estafeta 22 era una carpintería propiedad de Esteban Osacar. En la década de los años treinta, José Larrea adquirió el local para destinarlo a fábrica de chocolates y ceras. Tiempo después Regina González Vicente compró el local para destinarlo a tienda de ultramarinos. En 1969 el matrimonio formado por Pablo Sarandi y Beatriz, debido al éxito alcanzado por la sección de pastelería, decidió centrarse en la producción de dulces.
En 1991, tras veintidós años de trabajo ininterrumpido y sin tener descendencia, decidieron dejar el negocio en manos de personas que mantuvieran el legado de esta empresa familiar, tanto en su gestión como en su elaboración artesanal —les dieron todas las recetas—. De esta manera contactaron con las hermanas Lourdes y Asun Gómez Tellechea que, habiendo sido criadas en un caserío del municipio navarro de Ezcurra, sabían cómo preparar postres con los ingredientes producidos por la tierra y el ganado, haciéndose cargo desde entonces de su confección.

## Características
Los garroticos se elaboran a base de hojaldre y chocolate, siguiendo la receta original. Sobre una base de hojaldre se extiende el chocolate con una manga pastelera y así se preparan varios rollos que luego se trocean en partes. Habitualmente se hacen unos 2.400 garroticos al día.